# Поножи

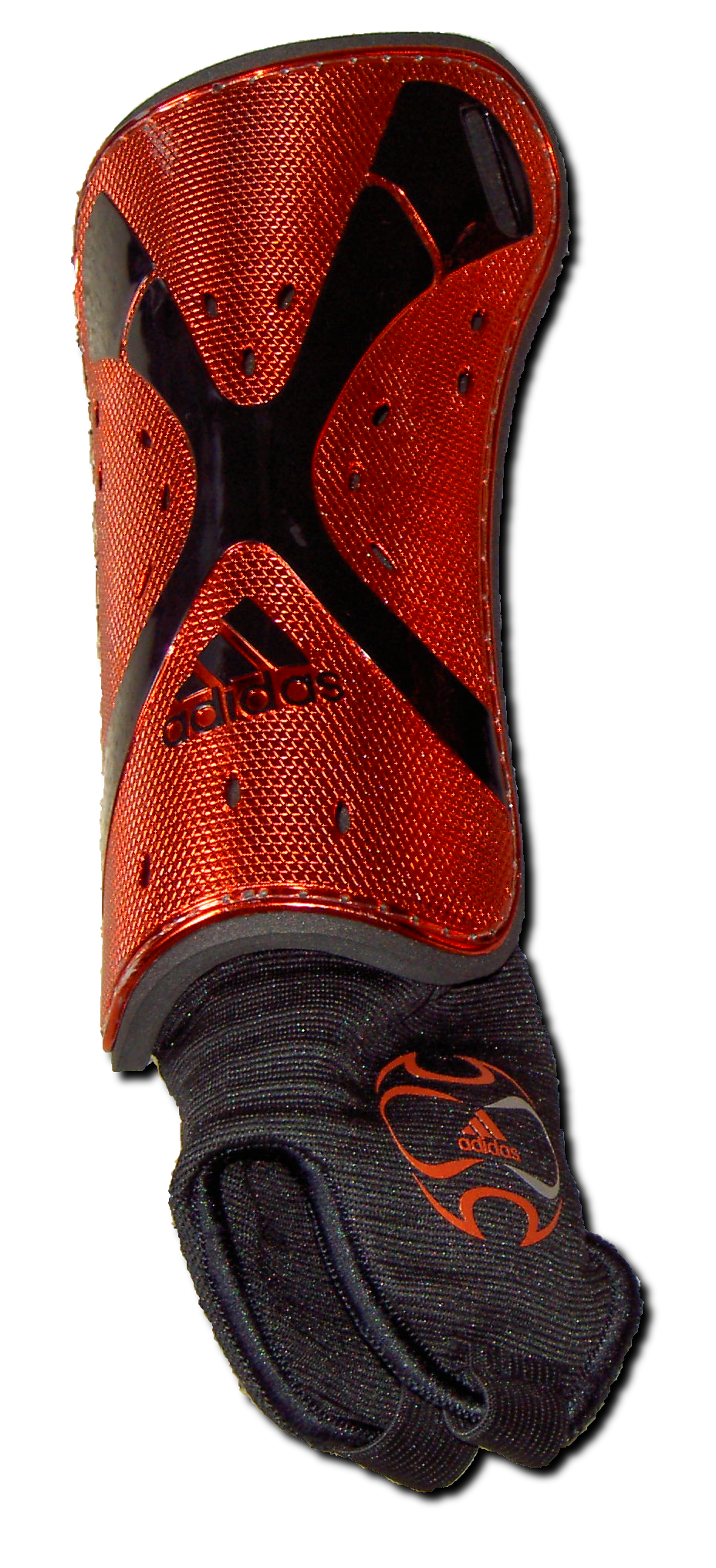
Современные спортивные поножи

По́ножи, или поно́жи — часть доспехов, которая защищает переднюю часть голени от колена до щиколотки. Согласно библейской легенде, поножи были частью доспехов Голиафа во время его битвы с Давидом[значимость факта?]. Поножи получили широкое распространение в античном мире. Применялись, в частности, гоплитами (воинами Древней Греции), а также римскими легионерами времён республики. Также поножи были распространены в Средние века и часто вместе с наручами входили в стандартный комплект доспехов.
Термин «поножи» является современным русскоязычным переводом европейского названия этого элемента доспехов. Во времена Древней Руси было распространено название бутурлыки (или батарлыги). Наряду с  поножами, бывшими в основном парадным вооружением, на Руси также были распространены  налядвенники — ножные доспехи, защищавшие лядву, то есть бедро от пояса до колена.
В настоящее время поножи также часто являются частью военной экипировки (например, входят в состав бронекостюмов военных или подразделений спецназа) и экипировки спортсменов, например, велосипедистов и мотоциклистов. Кроме того, поножи часто являются частью доспехов, используемых историческими реконструкторами.

## Внешний вид

### Древние
Поножи обычно состояли из трёх выгнутых металлических пластин. Сзади они соединялись ремнями и пряжками. Как и наручи, изнутри поножи подбивались тканью. Наружная поверхность пластин могла быть гладкой или украшенной рельефным рисунком. Богатые поножи отделывались позолотой, насечками, каймой из бахромы.

### Современные
Современные спортивные поножи делаются чаще всего из одной формованной пластины. В зависимости от назначения они могут изготавливаться из самых разных материалов — металла, пластика, карбона, кевлара и так далее. Сзади крепятся на ремнях, стропах, резинках или липучках. Украшаются любым рисунком.

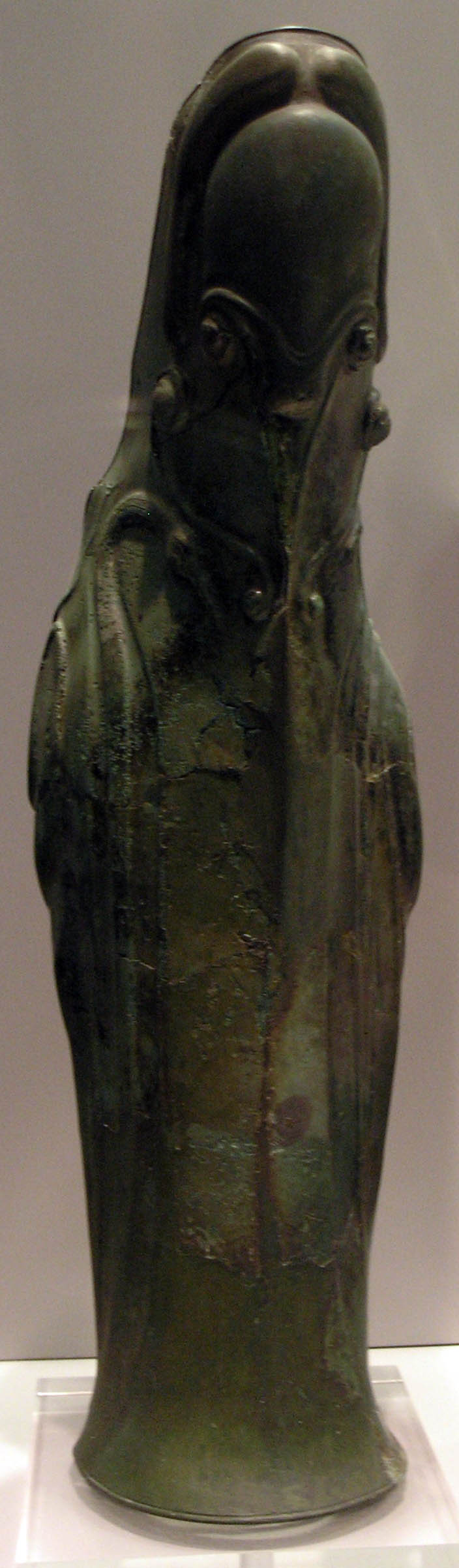
Греческие поножи
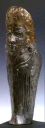
Фракийские поножи (найдены в Румынии)
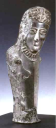
Фракийские поножи (найдены в Румынии)
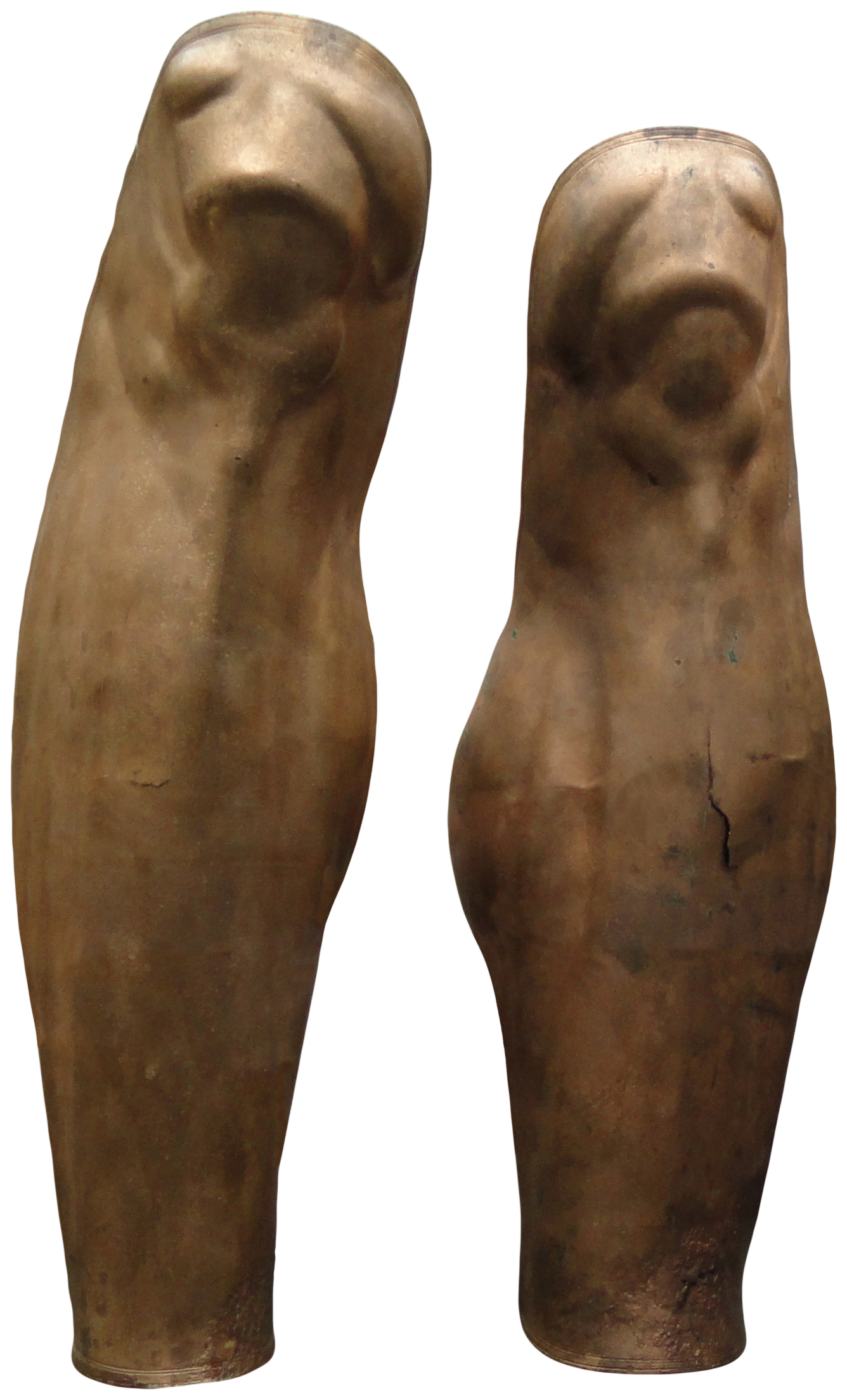
Греческие поножи (V век до н.э.)
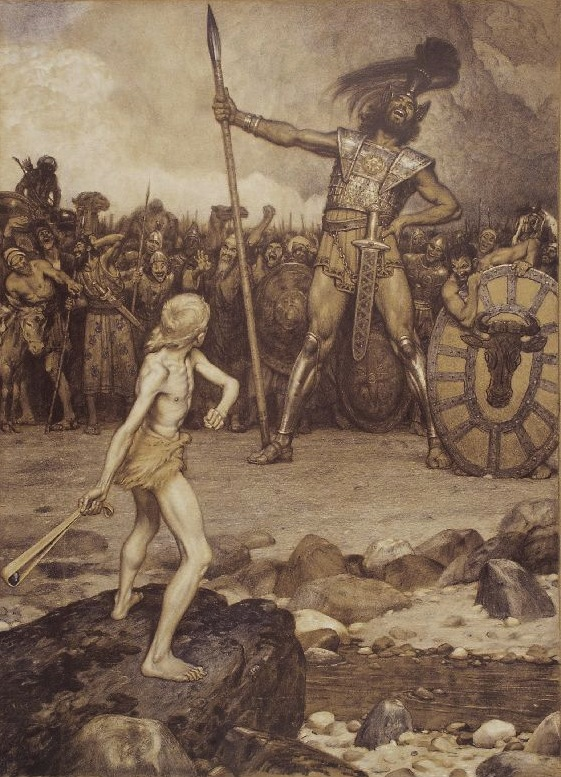
Давид против Голиафа
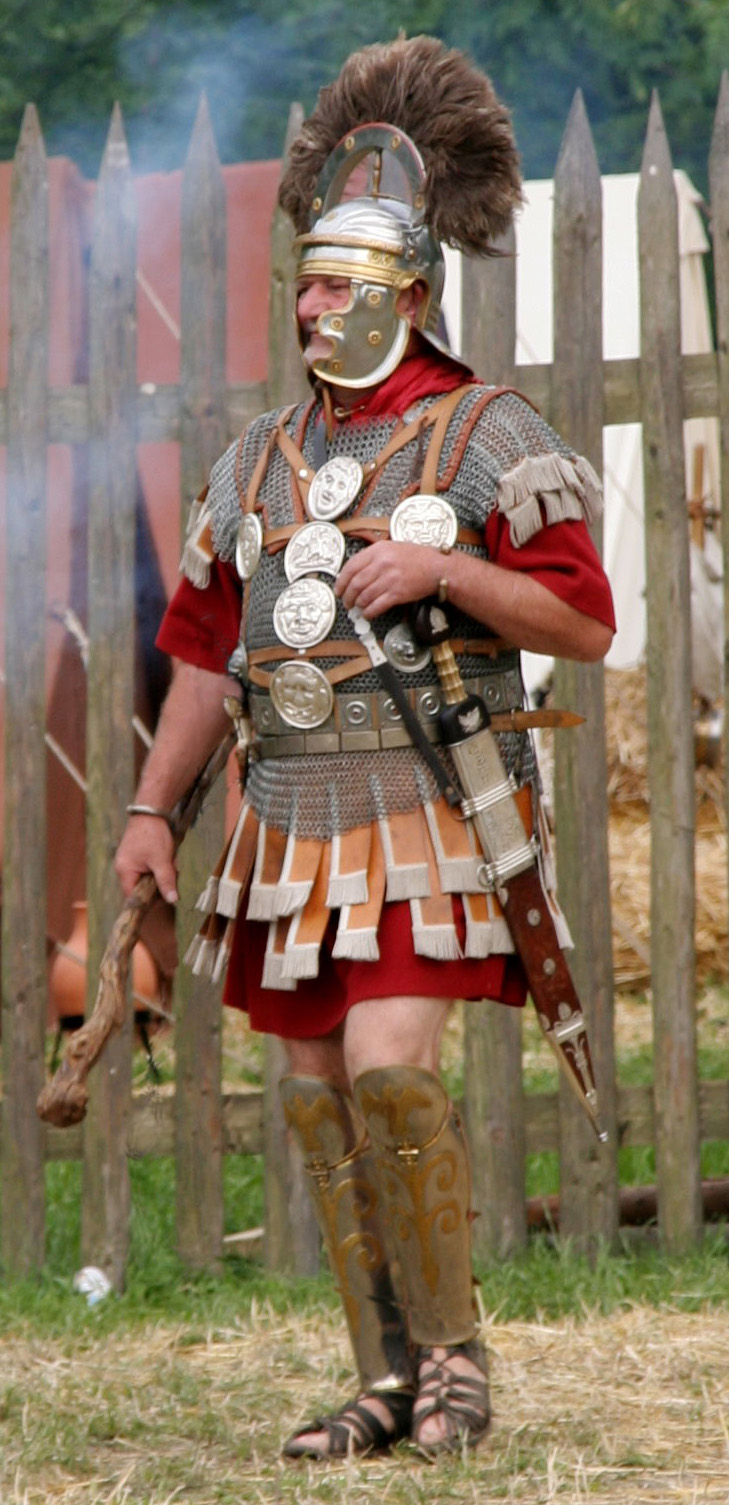
Центурион (современная реконструкция)
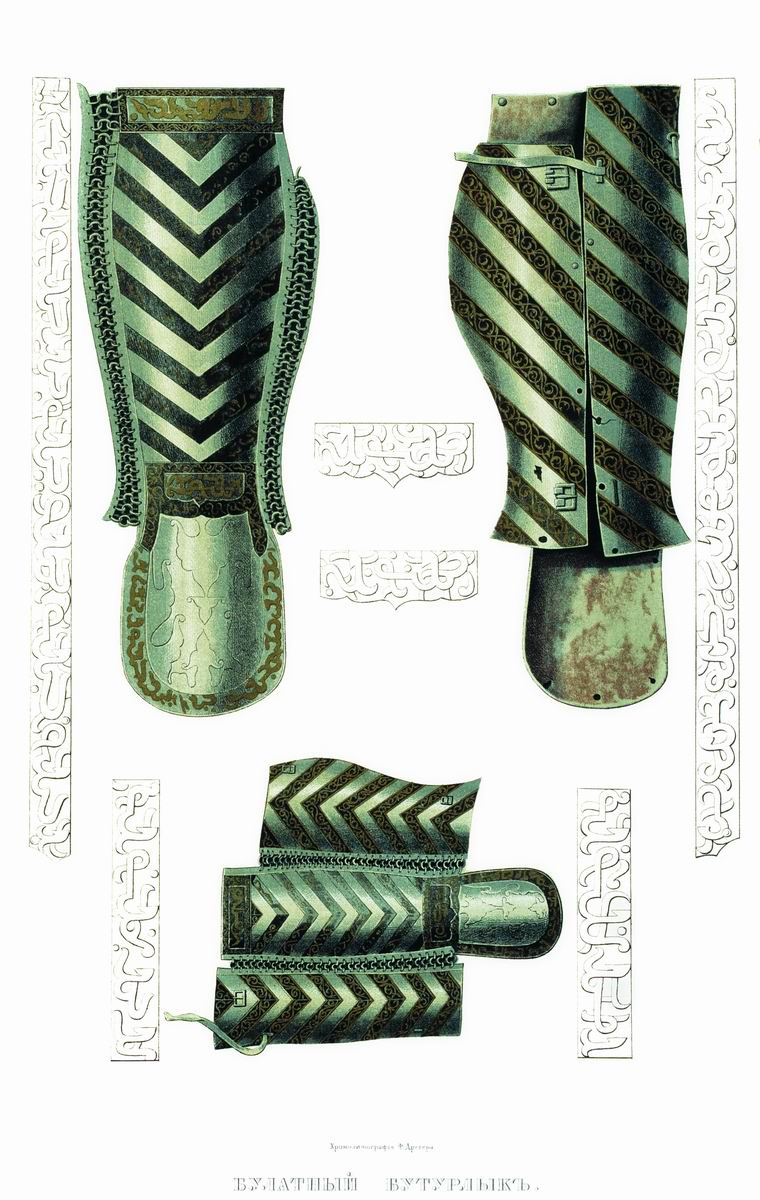
Московские бутурлыки (XVII век)